# Crossair
Crossair était une compagnie aérienne suisse créée le 14 février 1975 par Moritz Suter et basée à l'aéroport de Bâle-Mulhouse.

## Historique
En 1994, Swissair acquit la majorité du capital de la compagnie. Sa flotte est composée tout d'abord de Metroliner puis de Saab 340A dès 1984. En 1992, Crossair est la compagnie de lancement du Saab 2000 Concordino. À son apogée, la flotte est composée de MD-80, de Avro RJ100 et RJ85, de Saab 340, de Saab 2000 ainsi que d'Embraer 145.
La compagnie assure des vols au départ de l'aéroport de Bâle-Mulhouse (plus de 60 destinations) ainsi que de Zurich, Genève, Lugano et Berne.
La faillite de Swissair rime avec la disparition de Crossair. En effet, la fusion des cendres de Swissair avec Crossair conduit à la création de la nouvelle compagnie nationale suisse, Swiss International Air Lines en mars 2002

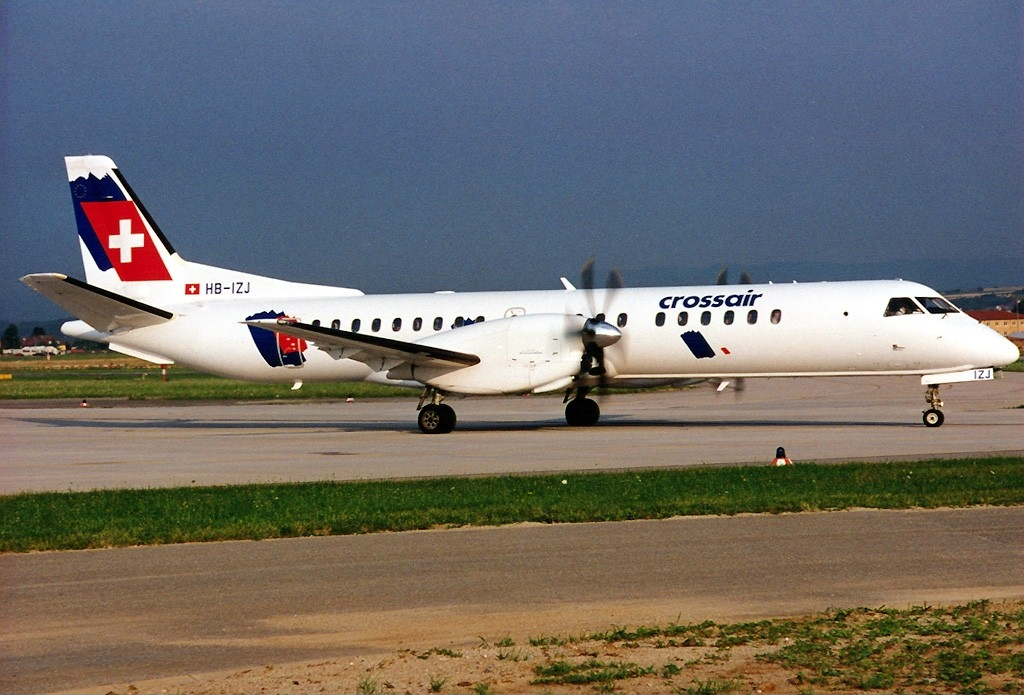
Un Saab 2000 de Crossair

.

## Flotte Crossair
Débutant dans les vols-taxi avec 2 Fairchild Metroliner, la compagnie s'agrandit pour atteindre 80 avions en 1998.
| Type                                  | Constructeur         | Modèle                | Propulsion         | Nombre d'avions | Mise en service | Retrait | Passagers | Personnel cockpit / cabine | remarques                                 |
| ------------------------------------- | -------------------- | --------------------- | ------------------ | --------------- | --------------- | ------- | --------- | -------------------------- | ----------------------------------------- |
| Cessna 310                            | Cessna               | 310P                  | 2 turbopropulseurs | 1               | 1975            |         | 5         | 1 / -                      |                                           |
| Piper L-4                             | Piper Aircraft       | Piper L-4J (J3C-65D)  | 1 hélice           | 1               | 1975            |         | 1         | 1 / -                      | HB-OIC - fabriqué en 1944                 |
| Cessna 421                            | Cessna               | 421B                  | 2 turbopropulseurs | 1               | 1976            |         | 5         | 1 / -                      |                                           |
| Cessna 210 Centurion                  | Cessna               | T210                  | 1 hélice           | 1               | 1976            |         | 3         | 1 / -                      |                                           |
| Cessna 551                            | Cessna               | Cessna 551            | 2 turboréacteurs   | 1               | 1977            |         | 10        | 2 / 1                      |                                           |
| Swearingen Metroliner II              | Fairchild Swearingen | Metro II              | 2 turbopropulseurs | 3               | 1979-80         |         | 19        | 2 / 1                      |                                           |
| Swearingen Metroliner III             | Fairchild Swearingen | Metro III             | 2 turbopropulseurs | 9               | 1980            |         | 19        | 2 / 1                      |                                           |
| Fokker 27                             | Fokker               | F27                   | 2 turbopropulseurs | 3               | 1984            | 1984    | 50        | 2 / 1                      | leasing                                   |
| Saab 340 Cityliner                    | Saab Fairchild       | 340A                  | 2 turbopropulseurs | 19              | 1984-88         | 1997    | 33        | 2 / 1                      | HB-AHA : accident à Zurich (21.02.1990)   |
| Saab 340 Cityliner                    | Saab Fairchild       | 340B                  | 2 turbopropulseurs | 15              | 1989-91         | 2005    | 33        | 2 / 1                      | HB-AKK : crash à Niederhasli (10.01.2000) |
| Fokker 50                             | Fokker               | F-27-050              | 2 turbopropulseurs | 5               | 1990-91         | 1995    | 50        | 2 / 1                      |                                           |
| BAe 146 Jumbolino (Avro Regional Jet) | British Aerospace    | BAe 146-200 / ARJ-85  | 4 turboréacteurs   | 7               | 1990-93         | 2007    | 85        | 2 / 2                      |                                           |
| BAe 146 Jumbolino (Avro Regional Jet) | British Aerospace    | BAe 146-300 / ARJ-100 | 4 turboréacteurs   | 18              | 1991-99         | 2017    | 100       | 2 / 3                      | HB-IXM : crash à Bassersdorf (24.11.2001) |
| Saab 2000 Concordino                  | Saab                 | Saab 2000             | 2 turbopropulseurs | 34              | 1995-99         | 2007    | 50        | 2 / 2                      | compagnie de lancement du Saab 2000       |
| MD-80                                 | McDonnell Douglas    | MD-81                 | 2 turboréacteurs   | 5               | 1995-96         | 2003    | 129       | 2 / 4                      | 2 convertis en MD-82, 2 en MD-83          |
| MD-80                                 | McDonnell Douglas    | MD-82                 | 2 turboréacteurs   | 1 (+2 ex-MD-81) | 1995            | 2003    | 129       | 2 / 4                      |                                           |
| MD-80                                 | McDonnell Douglas    | MD-83                 | 2 turboréacteurs   | 6 (+2 ex-MD-81) | 1995-99         | 2004    | 129       | 2 / 4                      |                                           |
| ERJ-145                               | Embraer              | 145LU                 | 2 turboréacteurs   | 22              | 2000            | 2007    | 50        | 2 / 2                      |                                           |

Les dates en rouge signifient que les avions ont été repris par Swiss après la faillite de Swissair en 2002.

## Accidents et incidents
- Le 21 février 1990, le train d'atterrissage du premier Saab 340 de Crossair (HB-AHA), est rentré par erreur alors que l'avion est sur le tarmac de l'aéroport de Zurich. L'appareil était utilisé pour la formation des pilotes. Aucune victime n'est à déplorer. L'importance des dégâts obligera à démolir l'appareil. Quelques années plus tard, le commandant de bord responsable de cette session d'entraînement trouvera la mort aux commandes du vol 3597 lors de l'accident de Bassersdorf.
- Le 10 janvier 2000, le vol 498 Crossair reliant Zurich à Dresde, assuré par un Saab 340B (HB-AKK), et opéré par Crossair pour le compte de Moldavian Airlines s'écrase. Après avoir décollé normalement de l'aéroport de Zurich, l'avion prend de l'altitude, puis vire brusquement à droite et part en vrille en plongeant vers le sol. L'appareil s'écrase à quelques centaines de mètres d'habitations du village zurichois de Niederhasli. L'accident a probablement été causé par une désorientation spatiale du pilote. Aucun survivant parmi les 7 passagers et 3 membres d'équipage.
- Le 24 novembre 2001, le vol 3597 Crossair reliant Berlin à Zurich, assuré par un Avro RJ-100 (HB-IXM) s'écrase. Alors que l’appareil était en phase d'approche pour la piste 28 de l'aéroport de Zurich dans de mauvaises conditions météorologiques, il s'écrase sur le territoire de la commune de Bassersdorf. La cause principale de l'accident est une erreur de pilotage. Mais les contrôleurs aériens auraient dû fermer la piste en question, non équipée pour l'atterrissage aux instruments, et ouvrir une autre piste mieux équipée, mais fermée pour cause de mesures anti-bruit. Le crash a causé la mort de 21 passagers et 3 membres d'équipage, alors que 7 passagers et 2 membres d'équipage ont survécu.